# Paul Maurice
Paul Maurice (* 30. Januar 1967 in Sault Ste. Marie, Ontario) ist ein ehemaliger kanadischer Eishockeyspieler und derzeitiger -trainer. Seit Juni 2022 ist er als Cheftrainer der Florida Panthers aus der National Hockey League tätig, nachdem er in gleicher Funktion bereits die Hartford Whalers, zweimal die Carolina Hurricanes sowie die Toronto Maple Leafs und Winnipeg Jets betreut hatte. Mit den Panthers gewann er in den Playoffs 2024 und 2025 den Stanley Cup.

## Karriere
Paul Maurice begann seine Karriere 1984 bei den Windsor Compuware Spitfires in der kanadischen Juniorenliga Ontario Hockey League. Nach einer mäßigen ersten Saison wurde er von den Philadelphia Flyers im NHL Entry Draft 1985 in der zwölften Runde an Position 252 ausgewählt. Maurice spielte noch drei weitere Jahre in Windsor, beendete aber 1988 seine Karriere, da eine Augenverletzung, die er bereits 1985 erlitten hatte, ihn behinderte.
Maurice erhielt von Teambesitzer Peter Karmanos die Möglichkeit als Assistenztrainer bei den Detroit Compuware Ambassadors, ebenfalls eine Mannschaft der OHL, anzuheuern. 1992 änderte das Franchise seinen Namen in Detroit Junior Red Wings und im Jahr darauf wurde Maurice Cheftrainer. Unter seiner Führung erlebte die Juniorenmannschaft zwei erfolgreiche Jahre mit dem Gewinn des J. Ross Robertson Cup 1995 als Play-off-Sieger der OHL und dem zweiten Platz beim Memorial-Cup-Turnier.

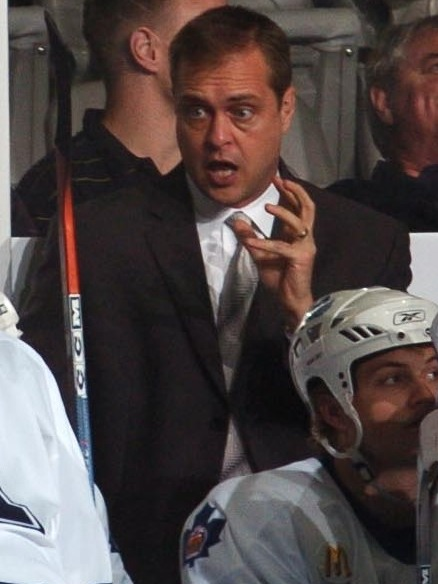
Maurice im Jahre 2005

Im Sommer 1995 wurde Maurice von Karmanos zum Assistenztrainer seines NHL-Teams, den Hartford Whalers, ernannt und 1996 im Alter von 29 Jahren zum Cheftrainer befördert. Die erste Saison verlief mit der verpassten Teilnahme an den Playoffs ohne Erfolg und das Team wurde daraufhin nach Raleigh in North Carolina umgesiedelt und in Carolina Hurricanes umbenannt. 1999 und 2001 erreichten die Hurricanes die Playoffs, überstanden aber beide Male nicht die erste Runde. 2002 führte Maurice sie schließlich zum bis dahin größten Erfolg in der Geschichte des Franchise, als die Hurricanes bis ins Finale um den Stanley Cup einzogen, dort jedoch den Detroit Red Wings unterlagen.
Die folgende Saison war ein Rückschlag für Maurice, da die Mannschaft nur 22 der 82 Saisonspiele gewann und somit den letzten Platz in der Liga belegte. Als die Hurricanes während der Saison 2003/04 nach 30 Spielen erst acht Siege gefeiert hatten, wurde Maurice entlassen.
Im Sommer 2005 wurde Maurice von den Toronto Marlies, dem AHL-Farmteam der Toronto Maple Leafs, verpflichtet und führte die Mannschaft in die Playoffs, wo sie aber schon in der ersten Runde an den Grand Rapids Griffins scheiterten. Nachdem die Maple Leafs Pat Quinn entlassen hatten, wurde Maurice im Mai 2006 zum Cheftrainer der NHL-Mannschaft ernannt. In seiner ersten Saison mit den Maple Leafs konnte er zwar mit 40 Siegen einen persönlichen Rekord aufstellen, jedoch verpasste die Mannschaft die Playoffs knapp.
Die Saison 2007/08 verlief ähnlich erfolglos und die Maple Leafs belegten zeitweise den letzten Platz in der Eastern Conference. Am Ende konnte die Mannschaft nur 36 von 82 Spielen gewinnen und erreichte somit das schlechteste Saisonergebnis seit 1998. Nachdem das Team dadurch bereits zum dritten Mal in Folge die Playoffs verpasst hatten, wurde Maurice am 7. Mai 2008 entlassen. Gut ein halbes Jahr später fand Maurice als Cheftrainer der Carolina Hurricanes, die seinen einstigen Nachfolger Peter Laviolette entlassen hatten, einen neuen Arbeitgeber.
Nach anhaltender sportlicher Erfolglosigkeit in der Saison 2011/12 trennte sich der Verein am 28. November 2011 von Maurice und gab die Verpflichtung von Kirk Muller als neuen Cheftrainer bekannt. Maurice wechselte daraufhin in die Kontinentale Hockey-Liga und wurde zur Saison 2012/13 neuer Cheftrainer des HK Metallurg Magnitogorsk. Dort wurde sein Vertrag nach der Spielzeit allerdings nicht verlängert.
Am 12. Januar 2014 übernahm Paul Maurice den Posten als Cheftrainer bei den Winnipeg Jets von seinem Vorgänger Claude Noël. Diese Position hatte er in der Folge fast acht Jahre lang bis Dezember 2021 inne, als er aus eigenem Antrieb nach einem schwachen Start in die Saison 2021/22 zurücktrat. Während seiner Zeit in Winnipeg erreichten die Jets fünfmal die Playoffs, wobei das Conference-Finale 2018 das weiteste Vorankommen darstellte. Zum Zeitpunkt seines Rücktritts war nur Jon Cooper (Tampa) länger im Amt als er. Seine Nachfolge trat vorerst interimsweise sein bisheriger Assistent Dave Lowry an.
Im Juni 2022 wurde Maurice als neuer Cheftrainer der Florida Panthers vorgestellt, wo er die Nachfolge von Interimstrainer Andrew Brunette antrat. In den Playoffs 2023 erreichte er mit den Panthers sein zweites Stanley-Cup-Finale nach 2002, unterlag dort allerdings den Vegas Golden Knights mit 1:4. In den folgenden Playoffs 2024 und 2025 zog er mit dem Team erneut ins Finale ein und errang nach Erfolgen über die Edmonton Oilers die ersten beiden Stanley Cups der Franchise-Geschichte der Panthers.

## Erfolge und Auszeichnungen

### Als Trainer
- 1995 J.-Ross-Robertson-Cup-Gewinn mit den Detroit Junior Red Wings
- 2024 Stanley-Cup-Gewinn mit den Florida Panthers
- 2025 Stanley-Cup-Gewinn mit den Florida Panthers